# The Jury of Fate
Pour plus de détails, voir Fiche technique et Distribution.
The Jury of Fate est un film américain réalisé par Tod Browning, sorti en 1917.

## Synopsis
Henri Labordie est le père de jumeaux. Jeanne est douce et séduisante tandis que son frère Jaques, choyé par son père, est une mauvaise graine. Lorsqu'il meurt par sa propre bêtise, Jeanne, pour épargner le choc à son père, se coupe les cheveux et s'habille en garçon pour que son père pense que c'est elle et non son frère qui s'est noyé dans un ruisseau. À la mort de Labordie, la tromperie de Jeanne prend fin lorsqu'elle se rend à Montréal pour remplir un ancien pacte, et là, elle trouve le bonheur.

## Fiche technique
- Titre : The Jury of Fate
- Réalisation : Tod Browning
- Scénario : June Mathis et Finis Fox
- Photographie : Charles W. Hoffman
- Pays d'origine : États-Unis
- Format : Noir et blanc - 1,33:1 - Film muet
- Genre : drame
- Date de sortie : 1917

## Distribution
- William Sherwood : Donald Duncan
- Mabel Taliaferro : Jeanne, Jaques
- Frank Bennett : François Leblanc